# Niels Helveg Petersen
Niels Helveg Petersen (ur. 17 stycznia 1939 w Odense, zm. 3 czerwca 2017 w Løkkeby) – duński polityk, wieloletni deputowany, minister w różnych rządach i lider Det Radikale Venstre.

## Życiorys
Pochodził z rodziny o politycznych tradycjach. Jego ojciec, Kristen Helveg Petersen, pełnił funkcje ministerialne. Jego matka, Lilly Helveg Petersen, była burmistrzem Kopenhagi. Synowie Nielsa Helvega Petersena, Morten i Rasmus, również uzyskiwali mandaty poselskie.
W 1965 ukończył prawo na Uniwersytecie w Kopenhadze. W okresie studiów na stołecznej uczelni przez rok przebywał w Stanach Zjednoczonych, kształcąc się na Uniwersytecie Stanforda. Na studiach zaangażował się w działalność młodzieżówki socjalliberalnej, redagując czasopismo tej organizacji. Został politykiem Det Radikale Venstre, pełniąc różne funkcje w strukturze partyjnej. W latach 1978–1990 był liderem partii socjalliberalnej.
W 1966 po raz pierwszy został wybrany do Folketingetu. W duńskim parlamencie zasiadał do 1974 i ponownie od 1977 do 1993 oraz od 1994 do 2011. Łącznie mandat poselski z różnych okręgów wyborczych sprawował przez około 40 lat. W latach 1974–1977 był urzędnikiem służby cywilnej w Komisji Europejskiej w Brukseli.
Od 3 czerwca 1988 do 18 grudnia 1990 zajmował stanowisko ministra ds. gospodarczych w rządzie Poula Schlütera. Od 25 stycznia 1993 do 21 grudnia 2000 sprawował urząd ministra spraw zagranicznych w kolejnych gabinetach, którymi kierował Poul Nyrup Rasmussen. W 1997 pełnił równocześnie funkcję przewodniczącego OBWE.